# 토베 로
토브 로(Tove Lo, 1987년 10월 29일 ~ )는 스웨덴의 싱어송라이터이다. 스톡홀름의 북부 교외에 있는 Djursholm에서 태어나고 성장했다. 음악 전문 학교 Rytmus Musikergymnasiet를 다녔다. 2006년, 매스 록 밴드 "트램블비"(Tremblebee)를 결성했다. 트램블비 해체 후 작곡을 시작하게 되었고, 2011년 워너/샤펠 뮤직과 출판 계약을 맺었다. 알렉산더 크론룬드, 맥스 마틴, 제노매니아 등 여러 프로듀서와 작업하면서 성공적으로 작곡 경력을 쌓아갔다. 동시에 자신의 곡들도 발표했다. 2014년, 맥스 마틴의 울프 커즌스(Wolf Cousins)와 계약했고 아일랜드 레코드, 폴리도르 레코드와도 계약을 맺었다.
데뷔 앨범 Queen of the Clouds를 통해 점차 유명해졌고, 2014년 10월, 앨범은 빌보드 200에서 14위를 하였다. 싱글곡 "Habits (Stay High)"는 슬리퍼 히트를 하며 빌보드 핫 100 3위를 기록했다. 힐러리 더프의 "Sparks"와 엘리 굴딩의 "Love Me like You Do" 등 많은 가수들과 여러 곡을 공동 작사했다.
노골적이면서 그런지틱한 곡들로, 롤링 스톤지는 로를 "스웨덴의 가장 그윽한 팝 수출자"라고 표현했다. 또한 로 특유의 솔직하면서도 복잡하고 자서전적인 가사로 인해, 여러 매체들은 로를 "스웨덴의 가장 슬픈 소녀"라 묘사했다.

## 어린 시절
1987년 10월 29일 스웨덴 스톡홀름에서 태어났다. 어머니는 심리학자, 아버지는 사업가이고 오빠 한 명이 있다. 세 살 무렵 그녀의 대모가 "로"라는 별명을 지어줬는데, 어린 시절 로가 스라소니 (Lo: 스웨덴어에서 시라소니의 단수)를 너무 좋아했기 때문이다. 결국 이 별명을 가수명으로까지 사용하게 된다. 스톡홀름 단데뤼드 시 Djursholm에서 성장했다. 유복한 환경에서 사랑 받으며 어린 시절을 보냈다. 학구적인 부모님 덕으로 학창시절 우수한 성적을 받았으며, 문학을 좋아해 시와 단편 소설을 쓰기도 했다.
더불어 음악도 좋아해 친구들과 밴드도 결성했다. 10, 11살 무렵 처음으로 곡을 썼다. 이후 스톡홀름에 있는 음악 학교 Rytmus Musikergymnasiet에 들어갔다. 그 곳에서 현재 아이코나 팝의 멤버인 캐롤린 옐트와 친구가 되었다. 2년 후 학교를 졸업하고 부모님의 반대에도 불구하고 음악을 시작하게 된다.

## 경력

### 2006-13년: 초창기
2006년, 기타리스트 크리스찬 볘링과 곡을 쓰기 시작했다. 로와 크리스찬은 학교의 다른 남학생들과 함께 매스 록 밴드 "트램블비"(Tremblebee)을 만들었다. 밴드에서의 시간은 로에게 무대 공연에 대한 열정을 심어주었다. 밴드 해체 후, 로는 팝 음악에 관심을 가졌다. 자신의 곡을 만들기로 결심한 후, 6개월을 스튜디오에서 데모곡을 만들며 보냈다. 이 당시 세션으로서 노래를 부르며 생계를 이어나갔다. 또한 이 때 드럼과 음악 프로그래밍·프로듀싱을 배웠다. 그 후 스톡홀름 근처 교외에서 아이코나 팝과 함께 살았다.
스톡홀름에서 열린 아이코나 팝의 첫 음반 계약을 축하하는 파티에서 한 A&R 관계자를 만났다. 그 후 런던의 바에서 우연히 다시 만나게 된다. 로의 데모에 관심을 보인 관계자는 로의 친구인 옐트가 있던 작곡 그룹에 로를 소개시켜 준다. 2011년, 작곡가로서 활동을 시작하고 워너/샤펠 뮤직과 출판 계약을 맺었다. 이후 로스앤젤레스로 가, 맥스 마틴과 작업을 했다. 2012년, 영국의 프로덕션 팀 제노매니아, 스웨덴의 음악 프로듀서 알렉산더 크론룬드와 작업했다. 걸스 얼라우드의 "Something New", 아이코나 팝의 곡 "We Got the World"과 데뷔 앨범에도 참여했다.
동시에 인디 아티스트로서도 활동해, 자신의 곡을 녹음, 발매했다. 2012년 10월, 첫 싱글 "Love Ballad", 2013년 3월, 두번째 싱글 "Habits"를 발매했다. "Habits"는 온라인에서 크게 화제가 되었다. 스웨덴의 DJ 루카스 노드의 싱글 "Run on Love" 피쳐링을 맡았다. 또 《섀도우 헌터스: 뼈의 도시 (영화)》수록곡 "Strangers" 피쳐링을 맡았다. 세븐 라이온즈의 EP World Apart (2014)에도 참여했다. 이후 빅토리아 저스티스의 "Gold", 탈의 À l‍ 'infini , 아이코나 팝의 This Is... Icona Pop에서 공동 작사를 했다.

### 2014년-현재:Queen of the Clouds의 대성공

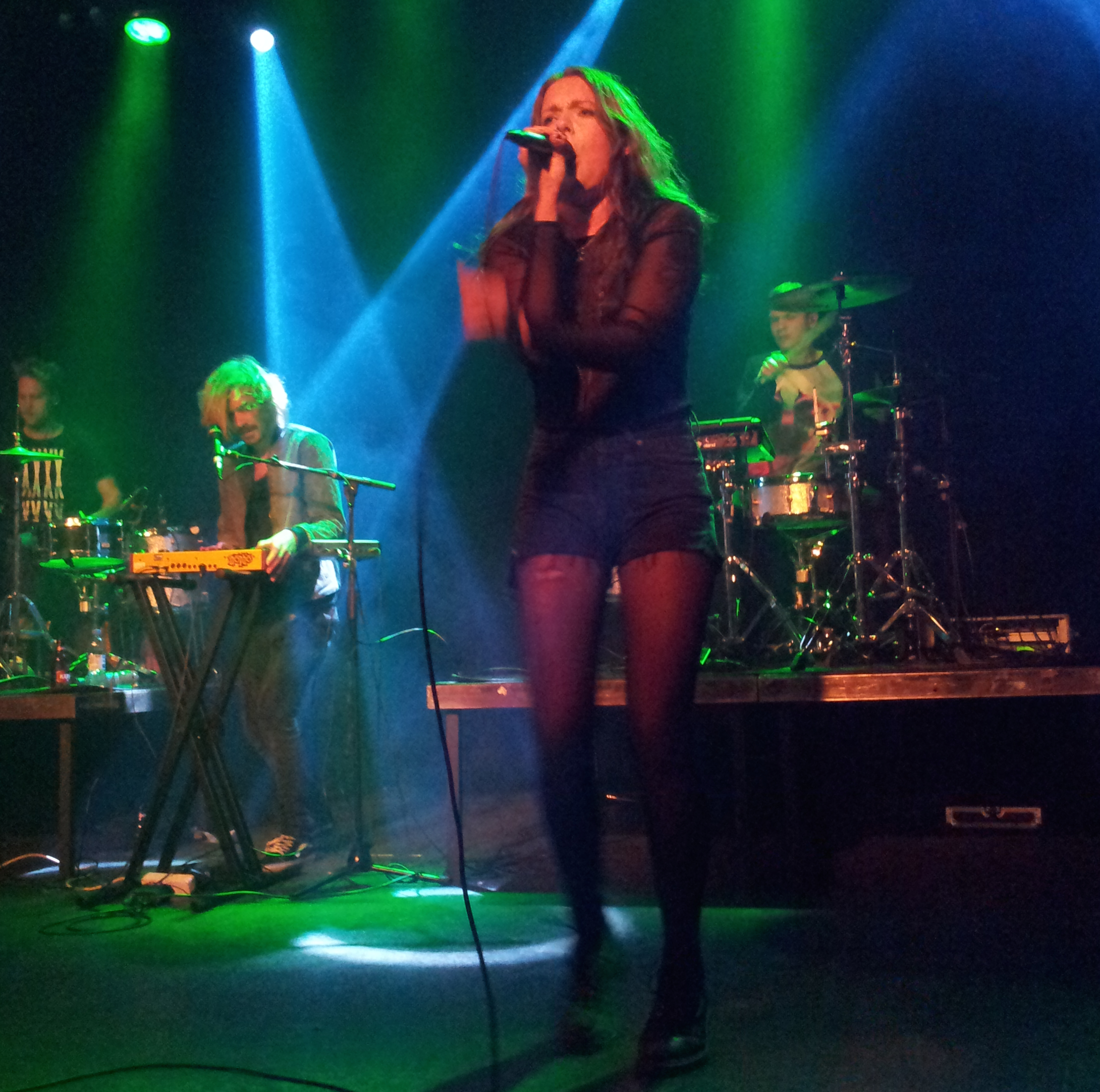
2014년 헬싱키에서

2014년, 온라인에서의 "Habits"의 활약으로 아일랜드 레코드와 폴리도르 레코드와 계약을 맺었다. 이후 가수 활동에 중점을 두기 시작했다. 런던에서의 첫 라이브 공연과 SXSW에서의 공연은 큰 환호를 받았다. 2014년 3월 3일, 데뷔 EP Truth Serum 이 발매됐다. 스웨덴에서 13위를 하면서, 여태까지 발매했던 음악들 중 처음으로 차트에 진입하게 되었다. 이후 EP의 성공은 연신 계속되어, 여러 매스컴은 로를 극찬했다. EP에서 "Out of Mind"와 "Habits (Stay High)", 2개의 싱글을 내놓았다. "Habits (Stay High)"는 기존 "Habits"를 미국의 히피 사보티지가 리믹스한 곡이다. 이 곡은 전세계적인 성공을 했다. 스웨덴에서 13위를 했고 영국에서는 6위를 하였다. VH1와 아이하트라디오는 로를 "주목할 아티스트"로 다뤘다. 2014년 7월 미국의 토크쇼 레이트 나이트 위드 세스 마이어스에서 "Habits (Stay High)"를 불러 첫 텔레비전 생방송 데뷔를 했다. 2014년 9월 24일, 데뷔 앨범 Queen of the Clouds가 발매되어 호평을 받았다. 첫 주에 만 9천 점을 팔며 빌보드 200에서 14위를 했다. 영국에서는 17위를 했으며, 스웨덴에서는 6위를 했다. 스웨덴에서 2만 부 이상을 팔면서 스웨덴 음반 산업 협회는 "골드"를 수여했다. 이후 Queen of the Clouds의 싱글 두 곡도 계속해서 성공했다. 앨범의 리드 싱글 "Habits (Stay High)"의 미국 발매는 슬리퍼 히트를 하였다. 미국 전역에 "Habits (Stay High)"의 광고가 나갔고, 결국 이 곡은 빌보드 핫 100에서 3위를 했다. 두번째 싱글 "Talking Body" 역시 빌보드 핫 100에 올라 12위를 했고, 스웨덴에서는 16위, 영국에서는 17위를 했다.
로는 알레소의 싱글 "Heroes (We Could Be)" 피쳐링을 맡았다. 이 싱글은 크게 성공해 스웨덴에서 5위, 영국에서는 6위, 미국 빌보드 핫 100에서는 31위를 했다. 2014년 11월, 케이티 페리의 프리스마틱 월드 투어 오프닝을 맡았다. 영화《헝거 게임: 모킹제이 파트 1》수록곡 "Scream My Name"을 불렀다. 2014년 후반, 맥스 마틴의 울프 커즌스(Wolf Cousins)와 계약했다. 셰어 로이드의 앨범 Sorry I'm Late , 리아 미셸의 앨범 Louder , 자라 라르손의 앨범 1 , 더 새터데이스의 곡 "What Are You Waiting For?" 작업에 참여했다. 2014년 12월, 성대에 생긴 물혹 제거 수술을 위해 휴식기를 갖겠다고 발표했다. 2015년 1월 3일, 성공적으로 수술을 받았다.
2015년, 그래미스에서 '올해의 아티스트'상을 받았고, "Habits (Stay High)" 역시 '올해의 곡'상을 받았다. 스웨덴 그룹 어반 콘의 싱글 "Come Back to Me"와 아담 램버트의 곡 "Rumors"의 피쳐링을 맡았다. 엘리 굴딩의 싱글 "Love Me like You Do"와 힐러리 더프의 싱글 "Sparks"를 공동 작사했다. 나아가 힐러리 더프의 새 앨범 Stay In Love and One in A Million에서 "Stay In Love", "One in A Million"을 작사했다.

## 평판

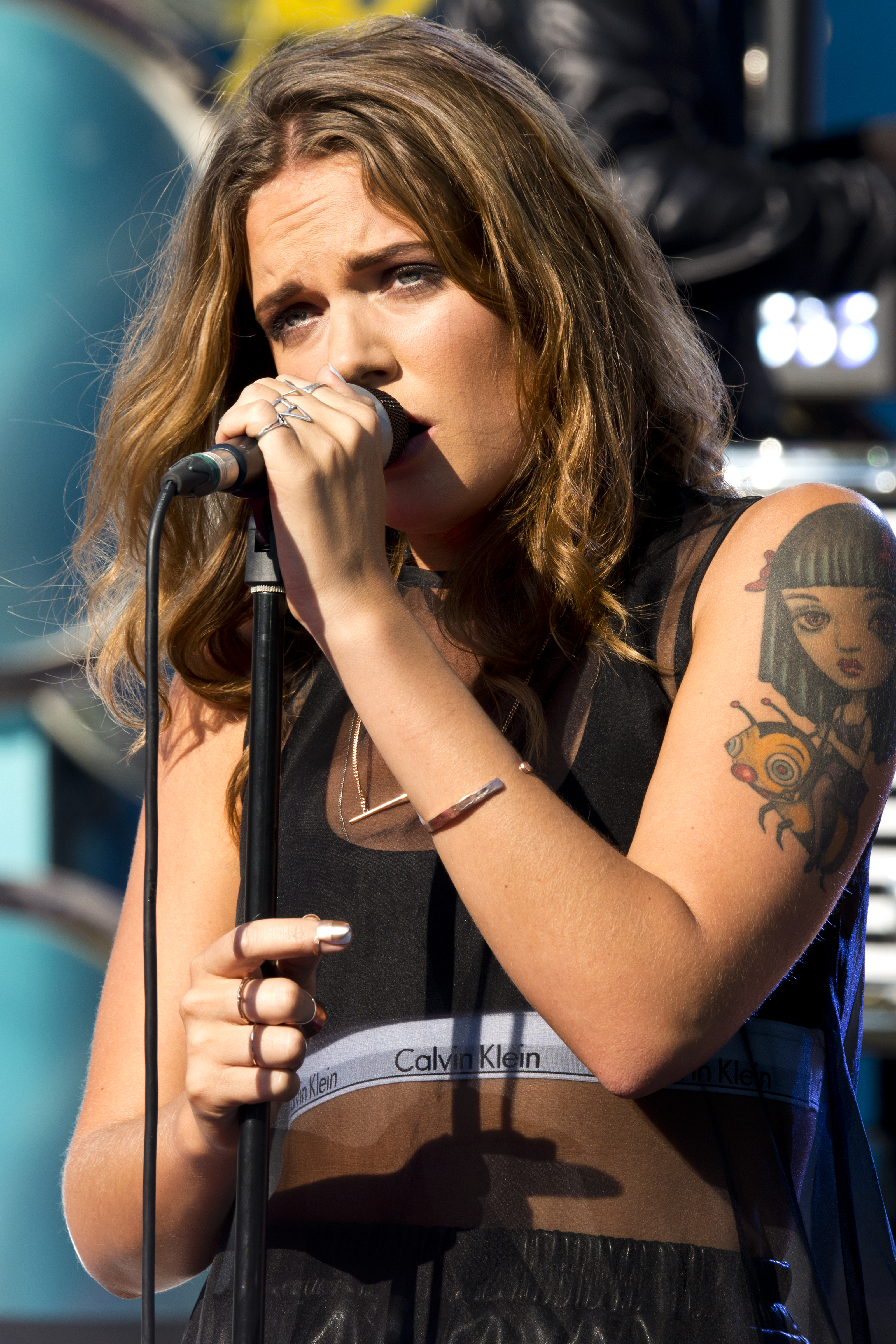
2014년 모습

로는 미디어에서의 이미지와 실제 모습이 차이 없다고 말한다. 왼쪽 팔 상부에는 호박벌에 용구를 매고 탄 소녀 문신이 있다. 라이브 공연에서 종종 맨발로 등장하지만, 신발은 닥터 마틴과 캔디스 제품을 애용한다. 상의는 얇은 크롭 탑이나 티셔츠, 하의는 데님 혹은 칩 먼데이의 짧은 검은색 반바지를 입은 채 오버 사이즈 데님 재킷을 걸치는 패션을 주로 보여준다. 로의 패션은 그녀의 패션 아이콘인 재니스 조플린와 자주 비교된다. 또 기성 록 가수들, 스톡홀름 사람들, 에디 세즈윅에게도 영향을 받았다. 2014년, 로의 첫번째 의류 라인이 생산됐고 로가 모델링까지 참여했다. 의류 라인은 EP Truth Serum 의 가사를 바탕으로 했다.

## 수상 및 후보
| 연도 | 시상식                     | 상                             | 후보                                       | 결과 | 비고   |
| ---- | -------------------------- | ------------------------------ | ------------------------------------------ | ---- | ------ |
| 2014 | MTV 유럽 뮤직 어워드       | Best Swedish Act               | Herself                                    | 후보 | [ 46 ] |
| 2015 | 아이하트라디오 뮤직 어워드 | Best Lyrics                    | "Habits (Stay High)"                       | 후보 | [ 47 ] |
| 2015 | 유튜브 뮤직 어워드         | 50 artists to watch            | Herself                                    | 수상 | [ 48 ] |
| 2015 | VEVO 서티파이드 어워드     | 100,000,000 views              | "Habits (Stay High)"                       | 수상 |        |
| 2015 | VEVO 서티파이드 어워드     | 100,000,000 views              | "Habits (Stay High) Hippie Sabotage Remix" | 수상 |        |
| 2015 | 그래미스                   | 올해의 아티스트                | 본인                                       | 수상 | [ 40 ] |
| 2015 | 그래미스                   | 올해의 곡                      | "Habits (Stay High)"                       | 수상 | [ 40 ] |
| 2015 | 그래미스                   | 올해의 팝                      | Queen of the Clouds                        | 후보 | [ 40 ] |
| 2015 | 빌보드 뮤직 어워드         | 탑 스트리밍 송 (음원)          | "Habits (Stay High)"                       | 후보 | [ 49 ] |
| 2015 | 틴 초이스 어워드           | 초이스 뮤직: Breakout 아티스트 | Herself                                    | 미정 | [ 50 ] |

## 음반 목록

### 정규 앨범
- Queen of the Clouds (2014)
- Lady Wood (2016)
- Blue Lips (2017)
- Sunshine Kitty (2019)

### EP
- Truth Serum (2014)